# Nuovo Olimpo
Pour plus de détails, voir Fiche technique et Distribution.
Nuovo Olimpo (litt. « Nouvel Olympe ») est un film italien co-écrit et réalisé par Ferzan Özpetek, sorti en 2023 sur Netflix.

## Synopsis
À Rome, en 1978, un étudiant en cinéma, Enea, rencontre Pietro dans une salle du cinéma Nuovo Olimpo, qui est en fait un lieu de drague homosexuelle. Ils sont attirés l'un par l'autre mais Pietro est novice et lui propose plutôt de se revoir le lendemain. Le soir même, Enea parle de Pietro à son amie-amante Alice. Cette dernière lui laisse la clé de la maison de sa grand-mère pour que les deux jeunes hommes aient un lieu où se voir. Ils y passent une nuit à se découvrir.
Malheureusement, une manifestation violemment réprimée interrompt leur rendez-vous suivant, alors qu'ils n'ont pas encore échangé leurs coordonnées. Tous deux vont faire leur vie chacun de son côté. Pietro épouse Giulia et devient chirurgien ; et Enea, devenu réalisateur, tombe amoureux d'Antonio. Mais ils n'oublient pas ce premier amour empêché.
L'histoire est inspirée de la vie de Ferzan Özpetek, lui-même arrivé à Rome à la fin des années 1970 pour suivre des études de cinéma et devenu un réalisateur reconnu.

## Fiche technique
Sauf indication contraire, les informations mentionnées dans cette section peuvent être confirmées par la base de données cinématographiques IMDb,  présente dans la section « Liens externes ».
- Titre original : Nuovo Olimpo
- Réalisation : Ferzan Özpetek
- Scénario : Ferzan Özpetek et Gianni Romoli
- Musique : Andrea Guerra
- Décors : Giulia Busnengo
- Costumes : Monica Gaetani
- Photographie : Gian Filippo Corticelli
- Montage : Pietro Morana
- Production : Tilde Corsi, Gianni Romoli
- Société de production : R&C Produzioni, Faros Film
- Société de distribution : Netflix
- Pays de production :  Italie
- Langue originale : italien
- Genre : drame romantique
- Durée : 111 minutes
- Dates de sortie :
  - Italie : 22 octobre 2023
  - Monde : 1er novembre 2023 (Netflix)

## Distribution
- Damiano Gavino (VF : Juan Llorca) : Enea Monti
- Andrea Di Luigi (VF : Jim Redler) : Pietro Ghirardi
- Greta Scarano (VF : Sophie Planet) : Giulia
- Aurora Giovinazzo (VF : Léopoldine Serre) : Alice
- Alvise Rigo (VF : Valentin Merlet) : Antonio
- Luisa Ranieri (VF : Myrtille Bakouche) : Titti, la caissière du cinéma
- Giancarlo Commare : Ernesto

## Production
Le film est tourné à Rome, dans les quartiers de Municipio III (2013) et de Monte Sacro,.

## Accueil

### Sorties
Le film est présenté en avant-première au Festival international du film de Rome le 22 octobre 2023, puis sort en exclusivité sur la plateforme Netflix le 1er novembre 2023.

### Critiques
Télé-Loisirs recommande « Un film émouvant sur un amour impossible entre deux hommes dans les années 70 [malgré] un trop plein de clichés mielleux ».

## Bande son
1. Je t’attends de Charles Aznavour,
2. Adio kerida de Yasmin Levy
3. E se domani de Mina,
4. Se ci sarà domani d'Ornella Vanoni,
5. E la Luna bussò de Loredana Bertè,
6. Il Trovatore (acte III scène 2 Sevillana) de Giuseppe Verdi, Bournemouth Symphony Orchestra
7. Povero amore de Mina,
8. Maruzella d'Enzo Bonagura et Renato Carosone